# Mourioux-Vieilleville
Mourioux-Vieilleville è un comune francese di 569 abitanti situato nel dipartimento della Creuse nella regione della Nuova Aquitania.

## Società

### Evoluzione demografica
Abitanti censiti